# Вешала
Вешала (на македонска литературна норма: Вешала; на албански: Veshalla) е село в Северна Македония, в община Тетово.

## География
Селото е разположено в областта Долни Полог, високо в източните склонове на Шар в долината на Шарската река под прохода Кара Никола.

## История
В обобщен списък на джизието на немюсюлманите от вилаета Калканделен от 18 юли 1628 година е  отбелязано село Велаш, което се идентифицира с Вешала. Селото има 68 ханета (домакинства).
В края на XIX век Вешала е албанско село в Тетовска каза на Османската империя. Според статистиката на Васил Кънчов („Македония. Етнография и статистика“) от 1900 година Вешали е село, населявано от 440 жители арнаути мохамедани.
Според Афанасий Селишчев в 1929 година Вешале е село в Селечка община с център Шипковица и има 132 къщи с 690 жители албанци.
Според преброяването от 2002 година селото има 1222 жители.
| Националност     | Всичко |
| северномакедонци | 0      |
| албанци          | 1207   |
| турци            | 0      |
| роми             | 0      |
| власи            | 1      |
| сърби            | 1      |
| бошняци          | 0      |
| други            | 13     |